# Pennsylvania Avenue National Historic Site

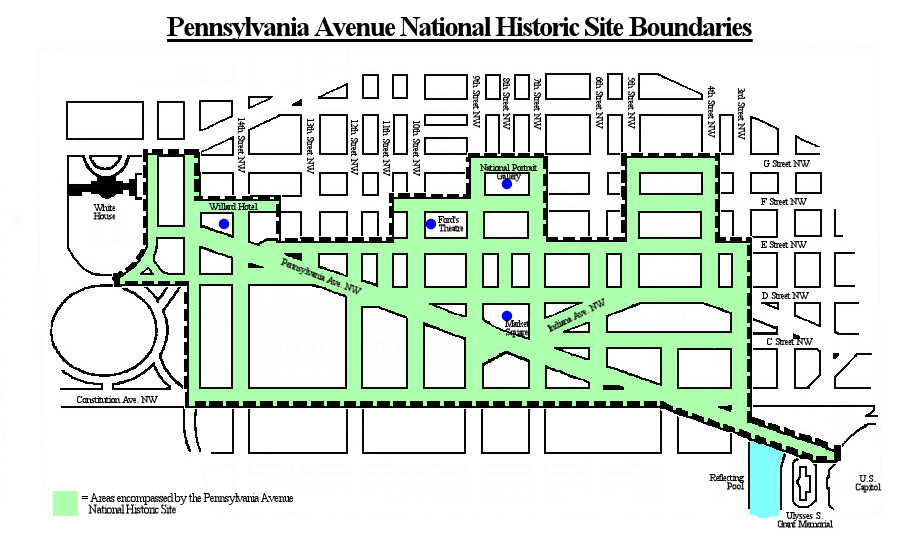
Pennsylvania Avenue National Historic Site.

Le Pennsylvania Avenue National Historic Site est un site historique national situé à Washington aux États-Unis.
Fondé le 30 septembre 1965, le site est centré autour de la Pennsylvania Avenue. Le quartier historique comprend un certain nombre de monuments et d'édifices historiques d'importance comme la Maison-Blanche, le Capitole des États-Unis, le Treasury Building, la Freedom Plaza,le théâtre Ford, l'Old Patent Office Building ou encore le Peace Monument. D'autres sous-ensembles comme le Triangle fédéral ou le Judiciary Square y sont aussi liés.